# Platychelonion planissimum
Platychelonion planissimum is een krabbensoort uit de familie van de Planopilumnidae. De wetenschappelijke naam van de soort is voor het eerst geldig gepubliceerd in 1969 door Crosnier & Guinot.